# Sărbătoare fără dată exactă
Sărbătorile cu dată schimbătoare - variabilă sunt, în creștinism, acele zile sfinte care nu cad în fiecare an în aceeași zi a anului calendaristic, ci se mișcă în funcție de Paște, care, la rândul său, este o sărbătoare fără dată exactă, aceasta calculându-se în conformitate cu o formulă complexă.